# Гауденци, Андреа
Андреа Гауденци (итал. Andrea Gaudenzi; род. 30 июля 1973, Фаэнца) — итальянский теннисист, администратор и спортивный функционер. Победитель 5 турниров ATP (3 из них в одиночном разряде), финалист Кубка Дэвиса (1998) в составе сборной Италии. Председатель ATP с 2019 года.

## Игровая карьера
В 1990 году выиграл юношеские одиночные турниры Открытых чемпионатов Франции и США и завершил год в ранге первой ракетки мира среди юношей. На следующий год Гауденци перешёл в профессионалы, и Федерация тенниса Италии пригласила для него в качестве тренера известного мастера парной игры Боба Хьюитта. Однако отношения между молодым итальянцем и его новым тренером не сложились, и Гауденци, по собственным словам, едва не бросил теннис, через год перебравшись в Австрию, где его менеджером стал Ронни Лайтгайб.
В 1993 году в рамках Открытого чемпионата Тель-Авива провёл против Андрея Черкасова самый длинный на тот момент в истории трёхсетовый матч тура ATP, продолжавшийся 3 часа 54 минуты. Этот рекорд был побит только на турнире в Мадриде в 2009 году в матче Рафаэля Надаля и Новака Джоковича, продолжавшемся 4 часа 3 минуты. За сезон Гауденци выиграл два турнира ATP Challenger, а в конце сезона трижды доходил до полуфинала в турнирах основного тура ATP, закончив год в первой сотне рейтинга ATP.
В 1994 году Гауденци дебютировал в составе сборной Италии, а на Открытом чемпионате Франции пробился в четвёртый круг — его лучший результат во взрослых турнирах Большого шлема — после победы над 12-й ракеткой мира Петром Кордой. После этого он в Штутгарте дошёл до первого в карьере финала турнира основного тура ATP, по пути победив третью ракетку мира Михаэля Штиха. В следующий финал итальянец вышел в феврале 1995 года в Дубае, уже в первом раунде обыграв занимающего 5-е место в рейтинге Горана Иванишевича, и вскоре поднялся в рейтинге на 18-е место, лучшее в карьере. После этого в турнире высшей категории в Монте-Карло он последовательно обыграл двух соперников из первой десятки рейтинга — Евгения Кафельникова и Серхи Бругеру, — прежде чем уступить Томасу Мустеру. Этому же сопернику он проиграл и два следующих своих финала — в августе 1995 года в Сан-Марино и в апреле следующего года в Португалии.
1996 год был отмечен для Гауденци первым титулом в турнирах основного тура ATP (в Милане в паре с Иванишевичем) и выходом со сборной Италии в полуфинал Кубка Дэвиса после побед над командами России и ЮАР. В полуфинальном матче Гауденци выиграл встречу первого дня у первой ракетки франции Седрика Пьолина, но в ходе игры получил травму. Несмотря на то, что и вторую игру первого дня выиграли итальянцы (Ренцо Фурлан победил Арно Бёча), оставшаяся часть матча прошла под диктовку французов, отдавших соперникам лишь один сет в трёх встречах. Гауденци также представлял Италию на Олимпийских играх в Атланте, где в третьем круге проиграл будущему чемпиону Андре Агасси.
В марте 1998 года в Касабланке Гауденци завоевал свой первый титул в одиночном разряде и второй — в парном (с Диего Наргисо). Успешная игра Гауденци в одиночном разряде и в паре с Наргисо также помогла сборной Италии дойти до финала в Кубке Дэвиса. За несколько месяцев до финала, однако, у него возникли проблемы со связками плеча, и 17 октября он перенёс операцию. Несмотря на это, Гауденци вышел на стартовую игру финала против шведа Магнуса Нормана. Встреча продолжалась почти шесть часов, в пятом, решающем сете итальянец, проигрывая 0:4, сумел выйти вперёд со счётом 6:5, но на его последней подаче связка порвалась окончательно, и он был вынужден прекратить игру. За этим последовала вторая операция, состоявшаяся 6 декабря, и Гауденци пропустил первые три месяца следующего сезона.
В 1999 и 2000 годах итальянец много времени проводил в «челленджерах», завоевав в них три титула. Кроме того, в 2000 году он дважды играл в финалах турниров ATP в паре с Наргисо. 2001 год принёс Гауденци сразу два титула в турнирах ATP в одиночном разряде — сначала в австрийском Санкт-Пёльтене, где в финале ему противостоял местный игрок Маркус Хипфль, с которым они делили менеджера, а затем в Открытом чемпионате Швеции в Бостаде. В 2002 году, на своём последнем Открытом чемпионате Франции, он в первом раунде обыграл Пита Сампраса, таким образом досрочно прервав его последнюю попытку завершить завоевание карьерного Большого шлема. Последние матчи в профессиональных турнирах провёл в 2003 году.

## Положение в рейтинге в конце сезона
| Год              | 1990 | 1991 | 1992 | 1993 | 1994 | 1995 | 1996 | 1997 | 1998 | 1999 | 2000 | 2001 | 2002 |
| ---------------- | ---- | ---- | ---- | ---- | ---- | ---- | ---- | ---- | ---- | ---- | ---- | ---- | ---- |
| Одиночный разряд | 861  | 632  | 262  | 60   | 24   | 22   | 55   | 57   | 44   | 84   | 101  | 54   | 120  |
| Парный разряд    | 707  | 332  | 308  | 228  | 231  | 108  | 65   | 211  | 172  | 253  |      |      |      |

## Финалы за карьеру
| Легенда                                |
| -------------------------------------- |
| Большой шлем                           |
| ATP Super 9/ATP Мастерс                |
| ATP Championship Series/ATP Gold (0+1) |
| ATP World/ATP International (3+1)      |

| Результат | №  | Дата            | Турнир                 | Покрытие | Соперник в финале   | Счёт в финале           |
| --------- | -- | --------------- | ---------------------- | -------- | ------------------- | ----------------------- |
| Поражение | 1. | 24 июля 1994    | Штутгарт, Германия     | Грунт    | Альберто Берасатеги | 5-7, 3-6, 6-75          |
| Поражение | 2. | 12 февраля 1995 | Дубай, ОАЭ             | Хард     | Уэйн Феррейра       | 3-6, 3-6                |
| Поражение | 3. | 13 августа 1995 | Сан-Марино             | Грунт    | Томас Мустер        | 2-6, 0-6                |
| Поражение | 4. | 14 апреля 1996  | Оэйраш, Португалия     | Грунт    | Томас Мустер        | 6-4, 46                 |
| Поражение | 5. | 5 октября 1997  | Бухарест, Румыния      | Грунт    | Ричард Фромберг     | 1-6, 6-72               |
| Победа    | 1. | 29 марта 1998   | Касабланка, Марокко    | Грунт    | Алекс Калатрава     | 6-4, 5-7, 6-4           |
| Поражение | 6. | 2 августа 1998  | Кицбюэль, Австрия      | Грунт    | Альберт Коста       | 2-6, 6-1, 2-6, 6-3, 1-6 |
| Победа    | 2. | 27 мая 2001     | Санкт-Пёльтен, Австрия | Грунт    | Маркус Хипфль       | 6-0, 7-5                |
| Победа    | 3. | 15 июля 2001    | Бостад, Швеция         | Грунт    | Богдан Улиграх      | 7-5, 6-3                |

| Результат | №  | Дата           | Турнир                 | Покрытие | Партнёр          | Соперники в финале                | Счёт в финале   |
| --------- | -- | -------------- | ---------------------- | -------- | ---------------- | --------------------------------- | --------------- |
| Поражение | 1. | 16 апреля 1995 | Барселона, Испания     | Грунт    | Горан Иванишевич | Тревор Кронеман Дэвид Макферсон   | 2-6, 4-6        |
| Победа    | 1. | 3 марта 1996   | Милан, Италия          | Ковёр(i) | Горан Иванишевич | Ги Форже Якоб Хласек              | 6-4, 7-5        |
| Поражение | 2. | 13 апреля 1997 | Оэйраш, Португалия     | Грунт    | Филиппо Мессори  | Густаво Куэртен Фернанду Мелигени | 2-6, 2-6        |
| Победа    | 2. | 29 марта 1998  | Касабланка, Марокко    | Грунт    | Диего Наргисо    | Кристиан Бранди Филиппо Мессори   | 6-4, 7-6        |
| Поражение | 3. | 28 мая 2000    | Санкт-Пёльтен, Австрия | Грунт    | Диего Наргисо    | Махеш Бхупати Эндрю Кратцман      | 6-710, 762, 4-6 |
| Поражение | 4. | 16 июля 2000   | Бостад, Швеция         | Грунт    | Диего Наргисо    | Никлас Культи Микаэль Тиллстрём   | 6-4, 2-6, 3-6   |

| Результат | Год  | Турнир       | Место проведения | Команда                                                   | Соперники в финале                                      | Счёт |
| --------- | ---- | ------------ | ---------------- | --------------------------------------------------------- | ------------------------------------------------------- | ---- |
| Поражение | 1998 | Кубок Дэвиса | Милан, Италия    | Италия А. Гауденци, Д. Наргисо, Дж. Поцци, Д. Сангвинетти | Швеция Ю. Бьоркман, Т. Густафссон, Н. Культи, М. Норман | 1:4  |

## Дальнейшая карьера
По завершении игровой карьеры Гауденци окончил Болонский университет со степенью по юриспруденции, а затем получил степень магистра по деловому администрированию в Международном университете Монако.  С 2006 года был сотрудником австрийской компании онлайн-игр bwin, где возглавлял отделы международных мероприятий и спонсорских контрактов, международного спортивного маркетинга, развития бизнеса и маркетинга, а также был региональным директором по дигитальным развлечениям bwin.party. В 2012 году занял пост генерального директора компании онлайн-игр Real Fun Games. В дальнейшем занимал руководящие должности в ещё ряде стартапов в области высоких технологий и игровой индустрии.
Входил в совет директоров отдела средств массовой информации Ассоциации теннисистов-профессионалов. В конце 2019 года избран председателем Ассоциации теннисистов-профессионалов, приступив к исполнению новых обязанностей с 1 января 2020 года.